# Hololive Production

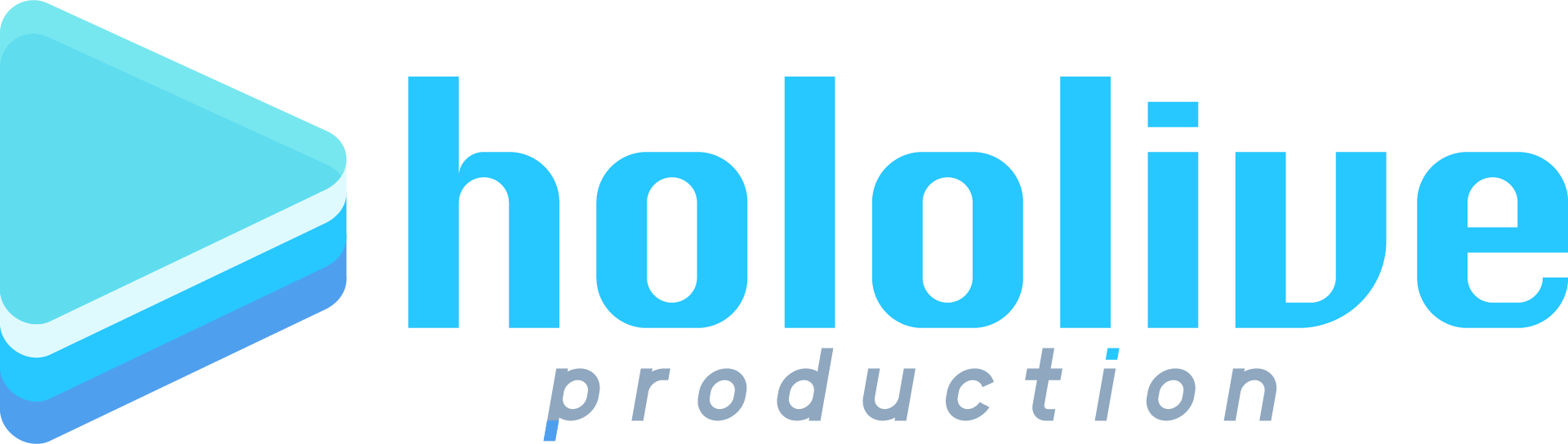
Logo agencji Hololive

Hololive Production (jap. ホロライブプロダクション Hororaibu Purodakushon) – japońska agencja vtuberów zarządzana przez przedsiębiorstwo Cover. Twórcy należący do Hololive prowadzą transmisje strumieniowe na żywo (live streaming), których regularna tematyka obejmuje występy wokalne, gry komputerowe i pogawędki z fanami. Kanały związane z agencją łącznie zebrały ponad 10 mln subskrypcji w serwisie YouTube oraz na chińskiej platformie Bilibili (stan na wrzesień 2020).
We wrześniu 2017 roku swój debiut miała pierwsza vtuberka związana z Hololive. 21 grudnia firma opublikowała aplikację mobilną hololive.
W czerwcu 2021 roku twórcy Hololive działający na platformie YouTube mieli łącznie ponad 40 mln subskrybentów. Jest to jedna z dwóch głównych agencji wirtualnych youtuberów (drugą z nich jest Nijisanji).
Pierwotnie agencja funkcjonowała wyłącznie w Japonii. Z czasem rozszerzyła swój obszar działalności na Chiny i Indonezję, a także na kraje anglojęzyczne.